# آزاد (گیاه)
آزاد یا آقچه یا آغاج (یا آزدار) درختی است از خانوادهٔ نارونیان که در همهٔ جنگل‌های شمال ایران وجود دارد. این درخت تنومند و بلند است و چوب آن را برای ساختن شانه و پوشاندن پل و سقف بنا به‌کار می‌برند.